# بایتون
بایتون (به انگلیسی: Bainton) یک روستا در بریتانیا است که در استوک لاین واقع شده‌است.